# Gmina Dugi Rat
Gmina Dugi Rat (chorw. Općina Dugi Rat) – gmina w Chorwacji, w żupanii splicko-dalmatyńskiej. W 2011 roku liczyła 7092 mieszkańców.